# الغوال (أسفل الساح) (يهر)

تعديل مصدري - تعديل

الغوال (أسفل الساح) هي إحدى قرى عزلة يهر بمديرية يهر التابعة لمحافظة لحج، بلغ تعداد سكانها 29 نسمة حسب تعداد اليمن لعام 2004.